# Karel Vrána
Karel Vrána (pseudonym Pavel Želivan) (24. srpna 1925, Zahrádka u Ledče nad Sázavou – 11. prosince 2004, Říčany u Prahy) byl katolický kněz, teolog a filosof, profesor teologie a filosofie na Papežské lateránské univerzitě a Katolické teologické fakultě Univerzity Karlovy, rektor papežské koleje Nepomucenum v Římě a předseda Křesťanské akademie v Římě.

## Život
Karel Vrána pocházel z městečka Zahrádka u Ledče nad Sázavou, kde v dětství ministroval při bohoslužbách tehdejšímu kaplanovi a později faráři Josefu Toufarovi (který byl v roce 1948 na nátlak státních orgánů přeložen jako interkalární administrátor do Číhoště, zde zakrátko obviněn z domnělého inscenování tzv. Číhošťského zázraku a po krátkém pobytu ve vyšetřovací vazbě zemřel na následky bestiálního mučení). Vrána se později vyjádřil, že Toufar byl jedním z jeho kněžských vzorů.
Karel Vrána v roce 1945 nastoupil po absolvování gymnázia ke studiu teologie. Na studia byl představenými poslán do Říma, kde strávil následujících šest let. Vzhledem ke komunistickému převratu v roce 1948 se již do Československa nevrátil. I po kněžském svěcení pokračoval ve studiích. Od roku 1955 pak vyučoval na teologickém institutu v Beneventu. Od roku 1978 pak působil jako rektor v římském Nepomucenu. Zároveň přednášel filosofii na Lateránské univerzitě. V Římě také dosáhl řádné profesury. V roce 1992 se vrátil do Československa a začal vyučovat na Katolické teologické fakultě v Praze. Tato fakulta se snažila o jeho jmenování profesorem, protože italská profesura nebyla v Čechách uznána. K tomu však vlivem krize fakulty v letech 1994-2003 nikdy nedošlo, protože fakulta na přechodné období ztratila potřebné akreditace.

## Vyznamenání

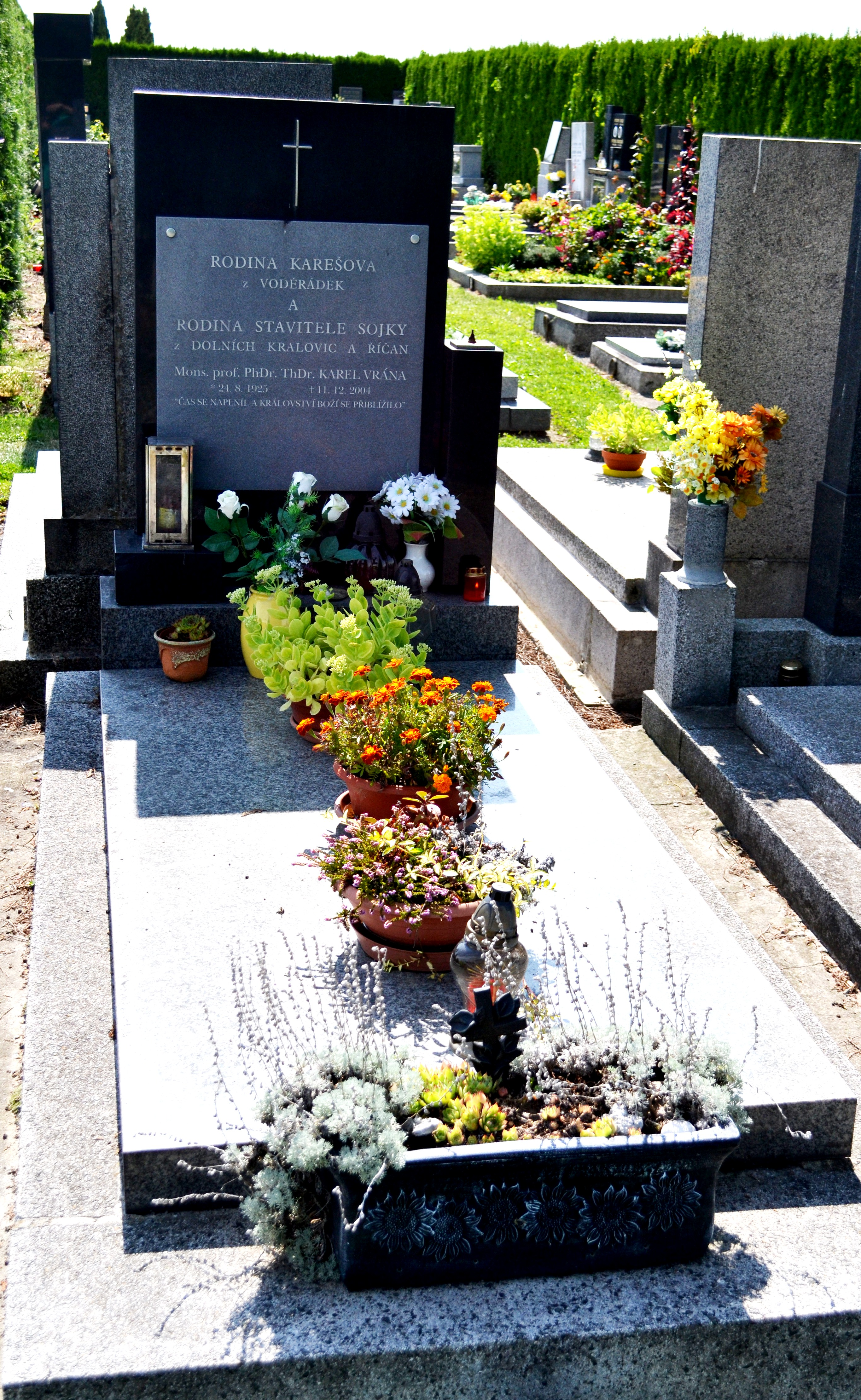
Hrob na hřbitově v Říčanech u Prahy

28. října 2001 obdržel z rukou prezidenta ČR Václava Havla Řád Tomáše Garrigua Masaryka IV. třídy.